# Duane Isely
Duane Isely (1918 - 2000) là một nhà thực vật học, và một giáo sư người Mỹ; Ông nghiên cứu hệ thực vật nhiệt đới của Mỹ, và đặc biệt ở Brazil và Cuba.

## Tiểu sử
Giáo sư Duane Isely sinh ngày 24 tháng 10 năm 1918 tại Bentonville, Arkansas.
Ông nhận bằng Cử nhân Nghệ thuật (1938), bằng Thạc sĩ Khoa học (1939) của Trường Đại học Arkansas, và Tiến sĩ Triết học (1942) của Trường Đại học Cornell.  Năm 1944, ông nhận vai trò điều hành phòng thí nghiệm hạt giống tại Đại học bang Iowa. Năm 1981, ông được phong tặng danh hiệu Giáo sư; và nghỉ hưu vào năm 1989.
Isely đã qua đời vào ngày 07 tháng 12 năm 2000.

## Cống hiến
Duane Isely có mối quan tâm đặc biệt đến công nghệ hạt giống. Ông đã xuất bản một cuốn sách giáo khoa và hơn 50 bài báo về chủ đề này.
Ngoài ra, ông cũng là một nhà khoa học cỏ dại tích cực, ông đã xuất bản khoảng 20 đầu sách và tài liệu hướng dẫn sử dụng phòng thí nghiệm trên cỏ dại bao gồm các loài bản địa và nhập tịch Leguminosae (Fabaceae) của Hoa Kỳ (độc quyền của Alaska và Hawaii) vào năm 1998.